# Yvonne Rogers
Yvonne Rogers (* 1999 oder 2000 in Penobscot) ist eine amerikanische Jazz- und Improvisationsmusikerin (Piano, Komposition).

## Leben und Wirken
Rogers wuchs in Penobscot auf, wo sie autodidaktisch zu komponieren begann. Ihre Studien an der Eastman School of Music und der University of Rochester begann sie 2017 und schloss sie 2021 sowohl mit einem Bachelor of Music in Jazz Piano Performance bei Gary Versace und einem Bachelor of Arts in African and African American Studies ab. 
Rogers gehörte zur FocusyearBand22 in Basel, zu Ingrid Laubrocks Band Lilith und dem Adam O’Farrill Quartett. Ihr Debütalbum Seeds, das sie mit ihrem Quartett aufnahm, wurde 2023 auf Relative Pitch Records veröffentlicht. Sie ist auch auf Alden Hellmuths Album Good Intentions und Emmanuelle Bonnets Préludzet Menuet zu hören. Zudem lehrt sie Klavier am Brooklyn Conservatory of Music.

## Preise und Auszeichnungen
Rogers erhielt 2024 einen Herb Alpert Young Jazz Composer Award der ASCAP und die Auszeichnung Next Jazz Legacy.